# Notices of the American Mathematical Society
Notices of the American Mathematical Society es la publicación de membresía de la Sociedad Estadounidense de Matemáticas (AMS), publicada mensualmente, excepto para la edición combinada de junio/julio. El primer volumen apareció en 1953. Cada número de la revista desde enero de 1995 está disponible en su totalidad en el sitio web de la revista. Los artículos son revisados por un comité editorial de expertos matemáticos. Desde 2019, la editora en jefe es Erica Flapan. La portada presenta regularmente visualizaciones matemáticas.
Se describe a sí misma como la revista matemática más leída del mundo. Como revista de membresía de la AMS, es enviada a los aproximadamente 30 000 miembros de AMS en todo el mundo, un tercio de los cuales reside fuera de los Estados Unidos. Al ser una publicación de exposición de alto nivel, ofrece oportunidades para que los matemáticos descubran lo que está sucediendo en el campo. Cada número contiene uno o dos de estos artículos expositivos que describen los desarrollos actuales en la investigación matemática, escritos por matemáticos profesionales. También incluye artículos sobre la historia de las matemáticas, la educación matemática y los problemas profesionales que enfrentan los matemáticos, así como reseñas de libros y otros trabajos.